# Ганс Гавеман
Ганс Гавеман (нім. Hans Havemann; 5 травня 1887, Грабов — 23 вересня 1985, Берлін) — німецький письменник, журналіст і геолог. Батько Роберта Гавемана, дід Флоріана Гавемана.
Ганс Гавеман — остання і наймолодший дитина в сім'ї торговця насінням з Грабова. У 1911 році отримав диплом в Мюнхені, в 1914—1924 роках працював учителем в гімназії в Білефельді. Із 1926 року Гавеман був редактором фейлетонів в «Вестфальских останніх новинах» (Westfälische Neueste Nachrichten).
У 1933 році вступив в НСРПН і отримав посаду головного редактора видання. З 1946 року Гавеман працював в Академії наук НДР в царині геології. У 1985 році був нагороджений медаллю Ейнштейна.
У першому шлюбі Ганс Гавеман був з художницею Елізабет фон Шенфельдт (1874—1959). У них народилися сини Роберт і Ганс Ервін. Мати викладала історію мистецтва в художньо-ремісничому училищі в Білефельді. Ганс Гавеман похований на кладовищі Боргсдорфа.

## Твори
- Der erkenntnistheoretische Standpunkt Condillacs. Jena 1912 (Diss.)
- Weltgericht. Die Tragödie der Urlaute AEIOU . Hannover 1921
- Die Not in Calais. Hannover 1923
- Das Bild des Menschen. Mensch und All im Lichte einer Philosophie des Raums . 1937